# Moordpartij Bafwasende 1964
De moordpartij in Bafwasende 1964 was een moordpartij die in 1964 plaatsvond te Bafwasende in Congo-Kinshasa. Zeven missionarissen van het Heilig Hart werden door rebellen omgebracht.
Alle missionarissen van de posten te Bemili en Bafwasende werden door de Simba's opgesloten in de gevangenis van Bafwasende, samen met de paters en zusters van Batama – samen zes paters, een broeder en elf zusters. Op 27 november zagen de zusters hoe de paters Jan De Vries, Hendrik Hams, Piet Van den Biggelaar, Arnold Schouenberg, Jean Slenter, Willem Vranken en broeder Willem Schouenberg door de rebellen werden meegenomen. Even later hoorden ze schoten; waarschijnlijk de fusillade van de missionarissen. Geen spoor werd van hen teruggevonden, ondanks de lange opsporingen nadien door het Armée nationale congolaise (ANC). De zusters werden op 19 december bevrijd.

## Slachtoffers

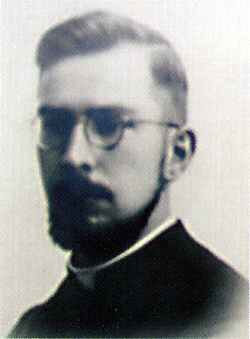
Jan De Vries
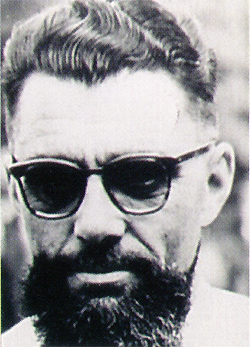
Hendrik Hams
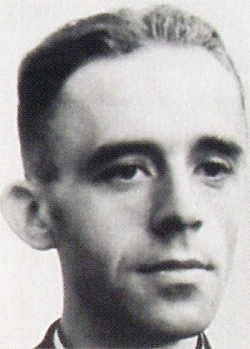
Piet van den Biggelaar
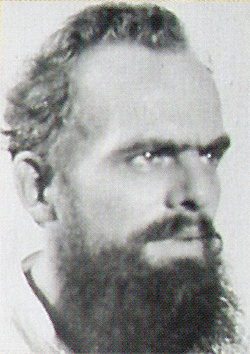
Arnold Schouenberg
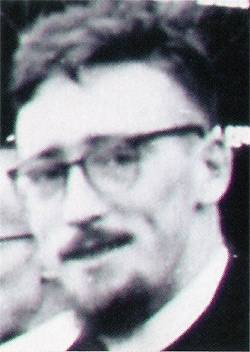
Jean Slenter
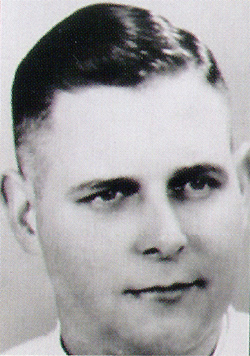
Wim Vranken
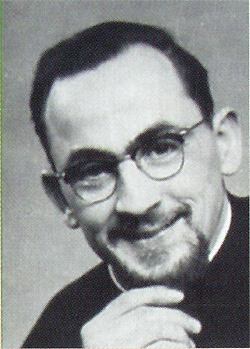
Broeder Willem Schouenberg

## Memoriaal-Kongolo Gentinnes (België)
Het Chapelle-Mémorial Kongolo te Gentinnes, België, is een herdenkingsplaats geworden voor alle slachtoffers vanaf de onafhankelijkheid van Congo (juni 1960) en de ‘troubles’ die daarna volgden tussen 1962 en 1964. Het gaat om een kapel met aan de buitenmuur de namen van de omgekomen missionarissen.
Het eerste idee was om een herdenkingsplaats te maken voor de 19 missionarissen die omgekomen waren in 1962. Echter later wordt besloten om er een herdenkingsplaats van te maken voor alle omgekomen missionarissen in Congo, ongeacht de nationaliteit of religie. In totaal staan er 217 namen op de buitenmuur van het kapel.
Op 7 mei 1967 werd de herdenkingsplaats ingehuldigd door Koning Boudewijn.